# 塩塚高原

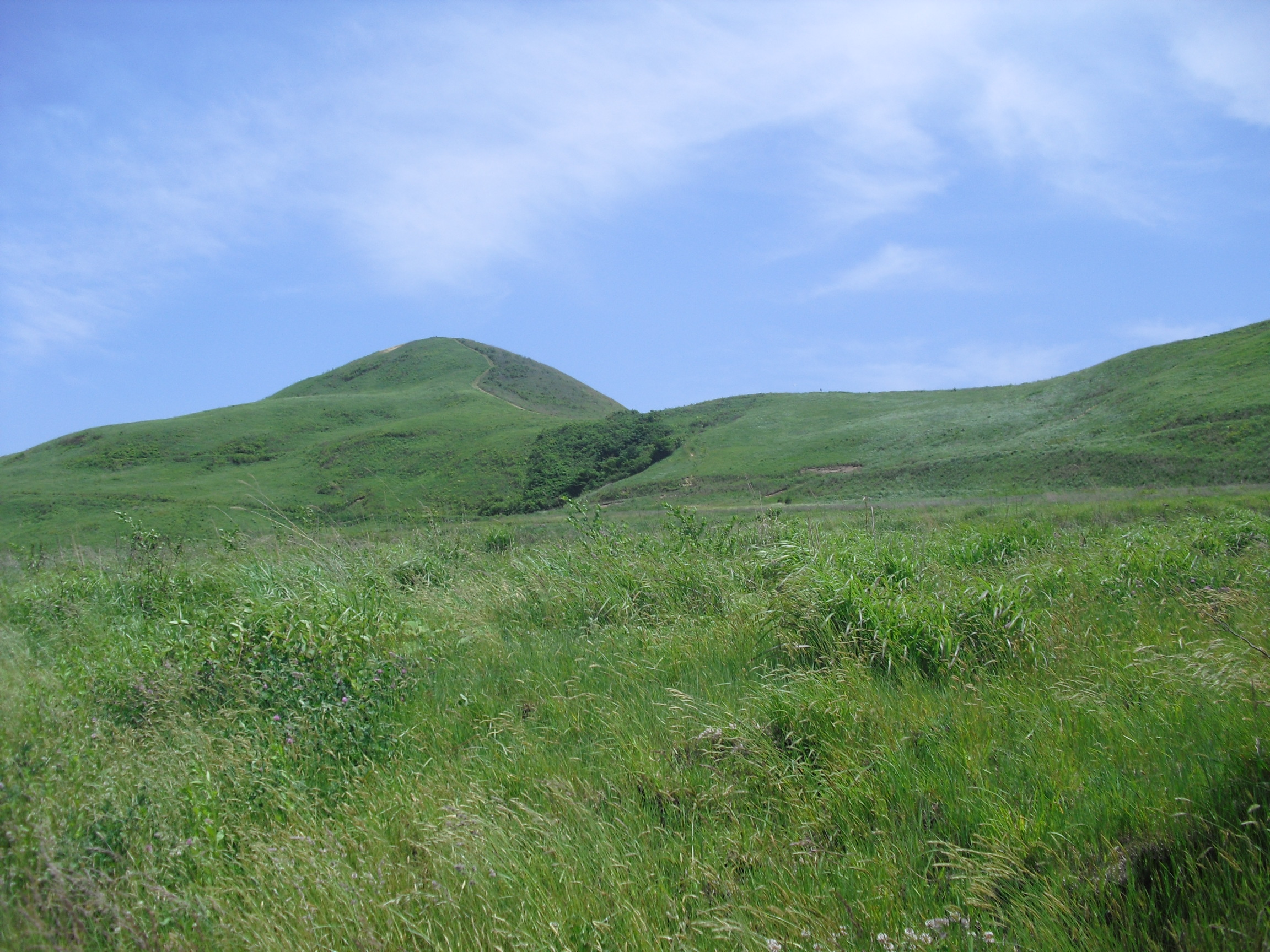
塩塚高原と塩塚峰

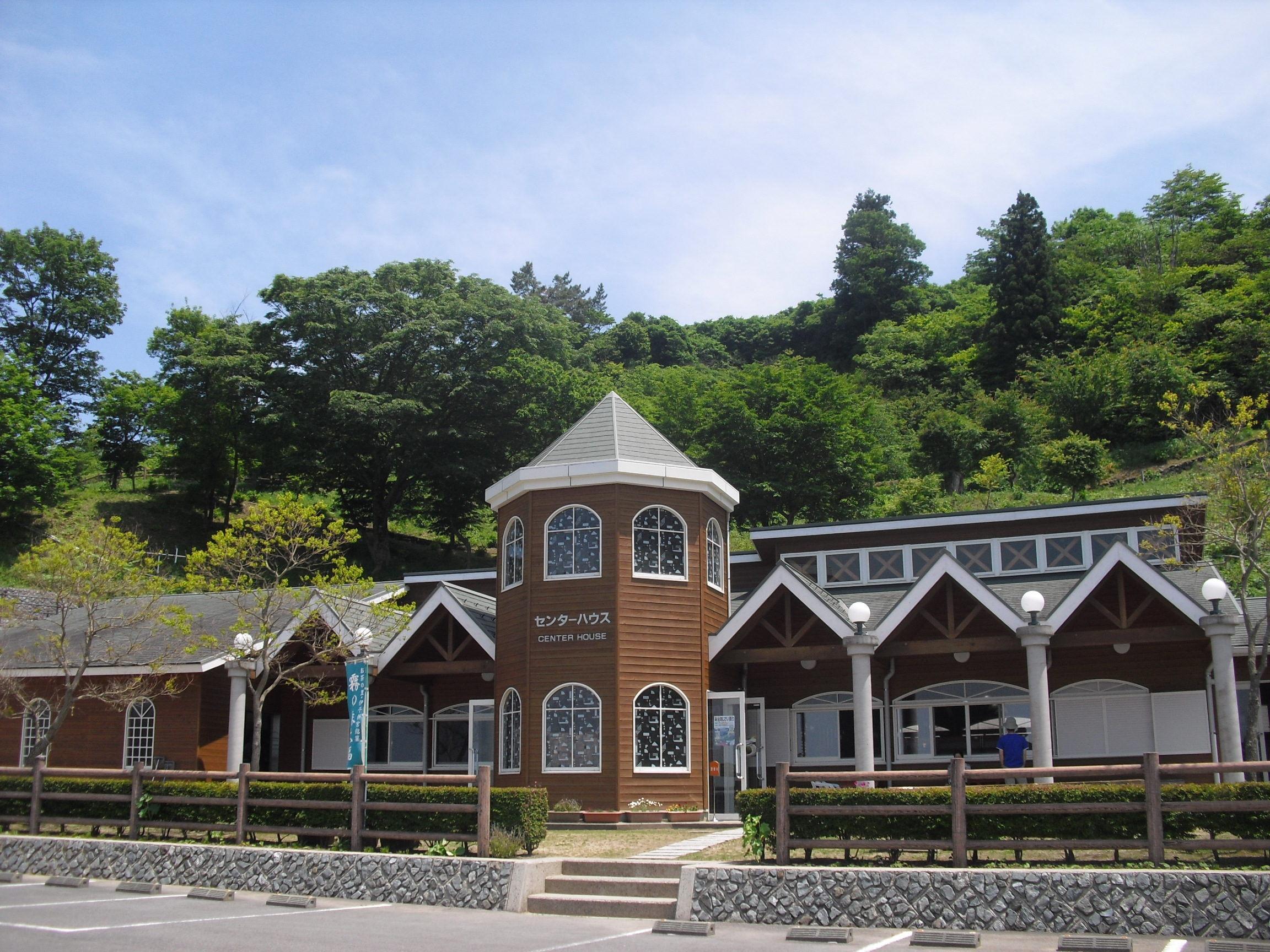
霧の高原

塩塚高原（しおづかこうげん）は、徳島県三好市山城町と愛媛県四国中央市新宮町の境界に位置する標高1,043mの塩塚峰に広がる高原。徳島県観光協会・徳島新聞社選定とくしま88景。

## 概要
塩塚高原は近年まで地元農家に茅肥採取地として活用されていた。良質な茅肥を守るための野焼きが現在も行われている。数少ない観光型里山の一つとも言える。塩塚はもともと愛媛での呼称で、徳島ではドウメキ山と呼ばれていたようである。春は野焼き（山焼き）、夏から秋にかけてはパラグライダー、キャンプ、ススキが、また夜遅くには満天の星が観賞出来ることでも有名。
塩塚峰を挟んで、高原の北側に三好市の塩塚高原キャンプ場、西側に四国中央市の霧の高原、東側に三好市の塩塚高原展望台がある。高原内の施設を利用することにより、キャンプ、オートキャンプ、パラグライダー、サイクリング等が可能である。

## アトラクション
4輪バギー、スカイコースター、草ソリゲレンデ、ビームライフル、ヘラクレスの冒険砦、ちびっこじゃぶじゃぶ池、クライミングウォールなどがある。

## イベント
- 塩塚高原野焼き - 4月上旬。天候に恵まれれば第一土曜日夜に『野焼き』として三好市側、翌日の昼に『山焼き』として四国中央市側を焼く。春の恒例行事。
- 月見の宴 - 9月下旬。
- 塩塚高原ウォーキング - 10月。
- 塩塚鳥人間パラグライダー・仮装フェステバル - 11月上旬。

## 交通
- JR土讃線阿波川口駅より車で約25分。
- JR予讃線川之江駅より車で約60分。
- 高知自動車道「新宮インターチェンジ」から約30分。
- 徳島自動車道「井川池田インターチェンジ」から国道32号と国道319号を経由して約50分。

山頂へのアクセスルートは大きく分けて6通りあるが、嵯峨野ルートと平野ルートが一般的である。
嵯峨野ルートと平野ルートは塩塚高原キャンプ場付近で、新瀬川ルートと尾又ルートは塩塚高原展望台の東で合流する。
嵯峨野ルートと平野ルートは高原から遠く離れていない場所に民家があり、三好市と四国中央市がそれぞれ道路改良を進めている。尾又ルートは仏子谷川沿いの道路幅員が主要2ルートほど広くはない。
- 嵯峨野ルート 新宮町の銅山川沿いから上山・嵯峨野地区を経て塩塚高原キャンプ場付近に出るルート
- 平野ルート 山城町の銅山川沿いから平野地区を経て塩塚高原キャンプ場付近に出るルート
- 尾又ルート 白川谷川沿い、仏子谷川沿いを上り、塩塚高原展望台付近に出るルート
- 新瀬川ルート 馬立川沿い、新瀬川沿いを上り、塩塚高原展望台付近に出るルート
- 横野ルート 新宮町の銅山川沿いから上山・横野地区を経て霧の高原付近に出るルート
- 田之内ルート 新宮町の銅山川沿いから上山・田之内地区を経て霧の高原付近に出るルート

## 周辺情報
- 新宮あじさいの里 （嵯峨野ルートの途中）
- 山城ホタルの里公園 （平野ルートの途中）
- 霧の森 （新瀬川ルート上り口周辺）
- 小歩危 （尾又ルート上り口周辺）